# Gianfranco Fini

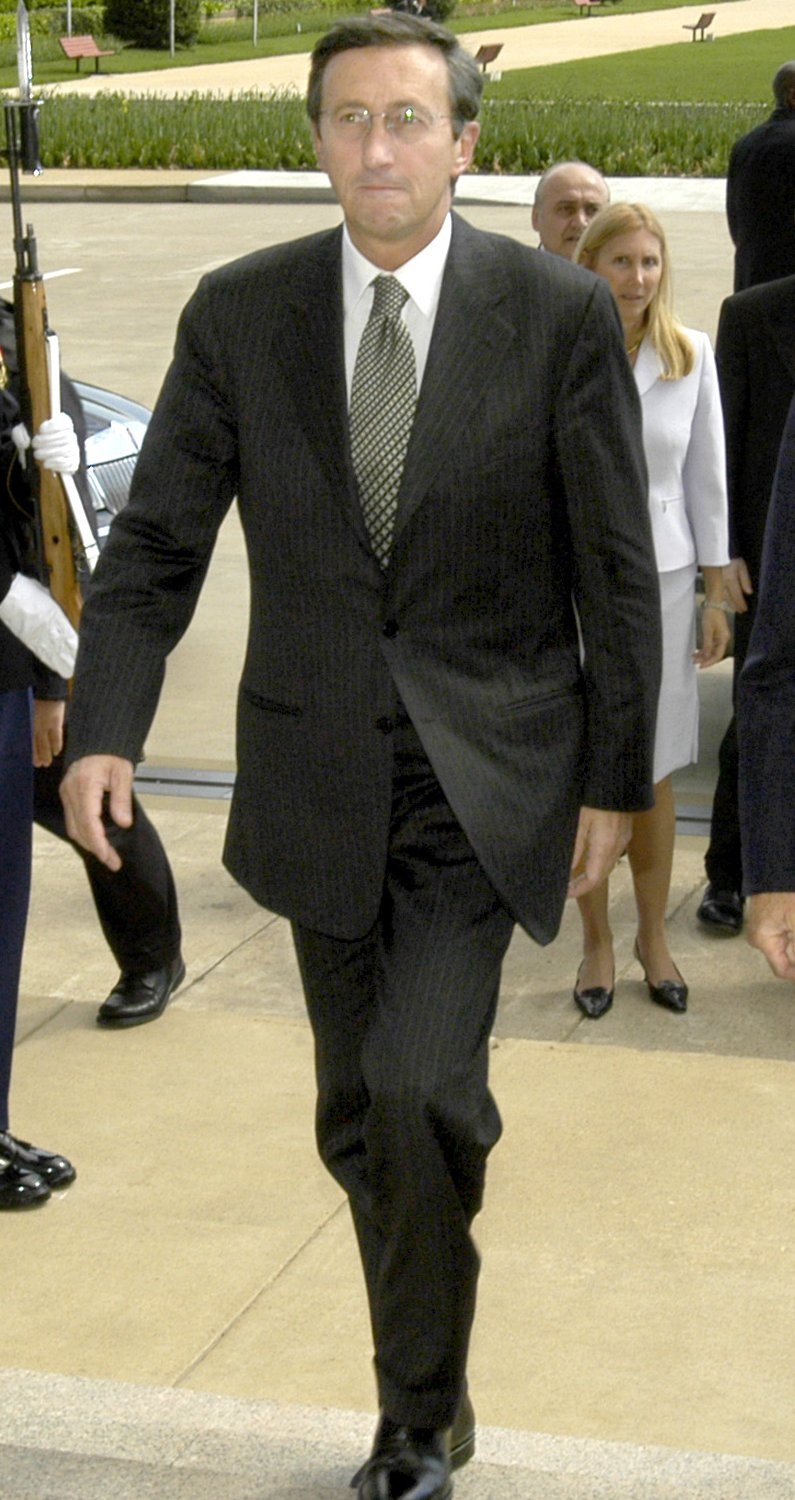
Gianfranco Fini

Gianfranco Fini (ur. 3 stycznia 1952 w Bolonii) – włoski polityk, były wicepremier i minister spraw zagranicznych, twórca i lider Sojuszu Narodowego, od 2008 do 2013 przewodniczący Izby Deputowanych.

## Życiorys
Studia ukończył na Uniwersytecie Rzymskim – Sapienza z zakresu psychologii.
Działalność polityczną rozpoczął w ramach postfaszystowskiego Włoskiego Ruchu Socjalnego. W 1983 po raz pierwszy wszedł do parlamentu, od tego czasu nieprzerwanie przez 30 lat zasiadał w Izbie Deputowanych, sprawując mandat posła IX, X, XI, XII, XIII, XIV, XV i XVI kadencji.
Od grudnia 1987 do stycznia 1990 i ponownie od lipca 1991 do stycznia 1995 kierował Włoskim Ruchem Socjalnym jako jego sekretarz generalny. Doprowadził do rozwiązania tej partii i utworzenia w jej miejsce Sojuszu Narodowego. Nowa formacja zaczęła dystansować się od poglądów głoszonych przez MSI, przechodząc na pozycje europejskiego konserwatyzmu. W latach 1989–1992 i 1994–2001 zasiadał w Parlamencie Europejskim.
W 1994 ugrupowanie Gianfranca Finiego nawiązało współpracę z Forza Italia, stając się drugą siłą w centroprawicowej koalicji. Po wygranych przez Dom Wolności wyborach w 2001. lider Sojuszu Narodowego został wicepremierem w drugim rządzie Silvia Berlusconiego. 18 listopada 2004. objął dodatkowo tekę ministra spraw zagranicznych, oba stanowiska zajmował także w kolejnym gabinecie tego premiera do 17 maja 2006.
Zerwanie z nurtem postfaszystowskim doprowadziło do kilku niewielkich rozłamów w jego ugrupowaniu, m.in. w 2003 odeszła z niego Alessandra Mussolini. W 2008 Gianfranco Fini zgłosił akces swojej partii do Ludu Wolności. Po zwycięstwie tej formacji w przedterminowych wyborach parlamentarnych w tym samym roku został przewodniczącym Izby Deputowanych XVI kadencji.
W 2010 Gianfranco Fini opuścił Lud Wolności, powołując w parlamencie nową frakcję pod nazwą Przyszłość i Wolność. W 2013 jego partia startowała w ramach koalicji Z Montim dla Włoch, nie uzyskując jednak mandatów w Izbie Deputowanych. Gianfranco Fini znalazł się w rezultacie poza parlamentem. 16 marca 2013 nową przewodniczącą Izby Deputowanych została Laura Boldrini. Po wyborczej porażce zrezygnował z kierowania swoim ugrupowaniem.

## Odznaczenia
- Krzyż Wielkiego Oficera Orderu Zasługi (Rumunia, 2009)[3]